# Rolling Thunder (marche)
Rolling Thunder est une marche composée par Henry Fillmore en 1916. Elle comprend une partie rapide et très technique au trombone. Elle a un tempo rapide et furieux et est jouée en ouverture et bis de concerts.